# Glossotrophia sacraria
Glossotrophia sacraria là một loài bướm đêm trong họ Geometridae.